# Campionato mondiale di snooker
Il Campionato mondiale di snooker (World Snooker Championship), che attualmente ha luogo al Crucible Theatre di Sheffield, in Inghilterra, è il più importante torneo annuale di snooker, sia per prestigio che per l'ammontare del montepremi e dei punti a disposizione.
Dalla stagione 1968-1969 fa parte della Tripla Corona con il successivo arrivo del Masters e dello UK Championship, i tre tornei più importanti e storici di questo sport.

## Storia
Il primo campionato si disputò nel 1927, grazie alla spinta del leggendario Joe Davis. Gli incontri si tennero in svariati posti, con la finale disputata alla Camkin's Hall di Birmingham. Joe Davis vinse la gara, battendo Tom Dennis 20-11. Il primo premio era di 6 sterline e 10 scellini. Il break più alto del torneo fu 60, ottenuto da Albert Cope.
Negli anni seguenti, le finali furono disputate in luoghi diversi. Joe Davis vinse ogni anno fino al 1940, quando si impose sul fratello minore Fred 37-36. Nessun torneo fu organizzato durante la guerra, e si riprese a giocare solo nel 1946 quando Joe Davis vinse ancora per la quindicesima volta, record tuttora imbattuto. Joe Davis non disputò più il campionato mondiale, anche se continuò la sua carriera professionistica fino al 1964. Alcuni hanno pensato che non volesse rischiare di perdere il suo record imbattuto.
Walter Donaldson vinse nel 1947, ma fu Fred Davis a dominare negli anni successivi, vincendo tre volte, nel 1948, 1949 e 1951.
Nel 1952, in seguito a un disaccordo tra la federazioni e (la Billiards Association and Control Council) e alcuni giocatori, vennero disputati due tornei. Il World Matchplay, organizzato dai giocatori e largamente visto come il "vero" campionato mondiale, continuò fino al 1957. L'evento organizzato dalla BACC durò solo un anno, il 1952 nel quale attirò soltanto due partecipanti nel, con Horace Lindrum (australiano) che batté il neozelandese Clark McConachy – e il nome di Lindrum rimane iscritto sul trofeo ufficiale.
Lo snooker successivamente entrò in un periodo di declino, e nessun torneo fu disputato tra il 1958 e il 1963. Nel 1964 fu riproposto in formato challenge, e così rimase fino al 1968. Questo significò che le sfide si disputarono in modo irregolare, a volte più di una volta all'anno. John Pulman completamente dominò in quel periodo, sconfiggendo tutti gli sfidanti in un totale di sette incontri.
Il campionato tornò alla formula a eliminazione diretta nel 1969. In quell'anno fu vinto da John Spencer, ma fu Ray Reardon a dominare negli anni successivi, vincendo sei volte tra il 1970 e il 1978.
Il 1976 fu il primo anno in cui il campionato fu sponsorizzato dalle sigarette Embassy. L'anno successivo il campionato si spostò al Crucible Theatre di Sheffield, Regno Unito, e la BBC iniziò a trasmetterlo in televisione. Il Crucible dà al torneo un'atmosfera unica, sia per gli spettatori che per chi guarda la TV. Vi sono poco meno di mille posti a sedere, con le prime file a pochi metri dai giocatori. Questo fu il periodo in cui lo snooker cominciò a fare ascolti notevoli, e per molti appassionati il Crucible è sinonimo di snooker. I giocatori di maggior successo al Crucible sono Steve Davis, che vinse sei volte negli anni 1980 e Stephen Hendry, che vinse sette volte negli anni 1990. Recentemente il torneo è stato più aperto, con cinque vincitori diversi tra il 2002 e il 2006. La finale più celebre fu quella del 1985, quando Dennis Taylor batté Steve Davis 18-17 in uno degli incontri più combattuti di sempre. Si concluse alle 00:19, ma questo record fu superato nel 2006, quando la finale si concluse alle 00:53.
Nel 2004, il montepremi ammontò a 1.378.920 sterline, delle quali 250.000 andarono al vincitore e 125.000 al secondo classificato. Un ulteriore premio di 147.000 sterline era in palio per un break da 147 punti, ma nessun giocatore lo ottenne.
Di recente la legge britannica ha imposto restrizioni sulla pubblicità al tabacco, comprese le sponsorizzazioni di eventi sportivi. La Embassy ottenne il permesso di continuare a sponsorizzare lo snooker fino al 2005. Dal 2006 il Campionato è stato sponsorizzato da 888.com e dal 2009 da Betfred.com. Nell'ottobre del 2010 è stato annunciato che l'evento rimarrà al Crucible fino al 2015. Vi sono piani di costruire una sala da biliardo dedicata nella città, ma sono nelle fasi iniziali. È stato anticipato che il Campionato mondiale si sposterà nella nuova sede allo scadere dell'attuale contratto con il Crucible.

## Albo d'oro
| Anno                  | Vincitore            | Finalista            | Risultato            |
| --------------------- | -------------------- | -------------------- | -------------------- |
| 1927                  | Joe Davis            | Tom Dennis           | 20–11                |
| 1928                  | Joe Davis            | Fred Lawrence        | 16–13                |
| 1929                  | Joe Davis            | Tom Dennis           | 19–14                |
| 1930                  | Joe Davis            | Tom Dennis           | 25–12                |
| 1931                  | Joe Davis            | Tom Dennis           | 25–21                |
| 1932                  | Joe Davis            | Clark McConachy      | 30–19                |
| 1933                  | Joe Davis            | Willie Smith         | 25–18                |
| 1934                  | Joe Davis            | Tom Newman           | 25–23                |
| 1935                  | Joe Davis            | Willie Smith         | 25–20                |
| 1936                  | Joe Davis            | Horace Lindrum       | 34–27                |
| 1937                  | Joe Davis            | Horace Lindrum       | 32–29                |
| 1938                  | Joe Davis            | Sidney Smith         | 37–24                |
| 1939                  | Joe Davis            | Sidney Smith         | 43–30                |
| 1940                  | Joe Davis            | Fred Davis           | 37–36                |
| 1941-45               | Torneo non disputato | Torneo non disputato | Torneo non disputato |
| 1946                  | Joe Davis            | Horace Lindrum       | 78–67                |
| 1947                  | Walter Donaldson     | Fred Davis           | 82–63                |
| 1948                  | Fred Davis           | Walter Donaldson     | 84–61                |
| 1949                  | Fred Davis           | Walter Donaldson     | 80–65                |
| 1950                  | Walter Donaldson     | Fred Davis           | 51–46                |
| 1951                  | Fred Davis           | Walter Donaldson     | 58–39                |
| 1952                  | Horace Lindrum       | Clark McConachy      | 94–49                |
| Sfida unica           |                      |                      |                      |
| 1964                  | John Pulman          | Fred Davis           | 19–16                |
| 1964                  | John Pulman          | Rex Williams         | 40–33                |
| 1965                  | John Pulman          | Fred Davis           | 37–36                |
| 1965                  | John Pulman          | Rex Williams         | 25–22 (partite)      |
| 1965                  | John Pulman          | Fred Van Rensburg    | 39–12                |
| 1966                  | John Pulman          | Fred Davis           | 5–2 (partite)        |
| 1968                  | John Pulman          | Eddie Charlton       | 39–34                |
| Torneo a eliminazione |                      |                      |                      |
| 1969                  | John Spencer         | Gary Owen            | 37–24                |
| 1970                  | Ray Reardon          | John Pulman          | 37–33                |
| 1971                  | John Spencer         | Warren Simpson       | 37–29                |
| 1972                  | Alex Higgins         | John Spencer         | 37–32                |
| 1973                  | Ray Reardon          | Eddie Charlton       | 38–32                |
| 1974                  | Ray Reardon          | Graham Miles         | 22–12                |
| 1975                  | Ray Reardon          | Eddie Charlton       | 31–30                |
| 1976                  | Ray Reardon          | Alex Higgins         | 27–16                |
| The Crucible          |                      |                      |                      |
| 1977                  | John Spencer         | Cliff Thorburn       | 25–12                |
| 1978                  | Ray Reardon          | Perrie Mans          | 25–18                |
| 1979                  | Terry Griffiths      | Dennis Taylor        | 24–16                |
| 1980                  | Cliff Thorburn       | Alex Higgins         | 18–16                |
| 1981                  | Steve Davis          | Doug Mountjoy        | 18–12                |
| 1982                  | Alex Higgins         | Ray Reardon          | 18–15                |
| 1983                  | Steve Davis          | Cliff Thorburn       | 18–6                 |
| 1984                  | Steve Davis          | Jimmy White          | 18–16                |
| 1985                  | Dennis Taylor        | Steve Davis          | 18–17                |
| 1986                  | Joe Johnson          | Steve Davis          | 18–12                |
| 1987                  | Steve Davis          | Joe Johnson          | 18–14                |
| 1988                  | Steve Davis          | Terry Griffiths      | 18–11                |
| 1989                  | Steve Davis          | John Parrott         | 18–3                 |
| 1990                  | Stephen Hendry       | Jimmy White          | 18–12                |
| 1991                  | John Parrott         | Jimmy White          | 18–11                |
| 1992                  | Stephen Hendry       | Jimmy White          | 18–14                |
| 1993                  | Stephen Hendry       | Jimmy White          | 18–5                 |
| 1994                  | Stephen Hendry       | Jimmy White          | 18–17                |
| 1995                  | Stephen Hendry       | Nigel Bond           | 18–9                 |
| 1996                  | Stephen Hendry       | Peter Ebdon          | 18–12                |
| 1997                  | Ken Doherty          | Stephen Hendry       | 18–12                |
| 1998                  | John Higgins         | Ken Doherty          | 18–12                |
| 1999                  | Stephen Hendry       | Mark Williams        | 18–11                |
| 2000                  | Mark Williams        | Matthew Stevens      | 18–16                |
| 2001                  | Ronnie O'Sullivan    | John Higgins         | 18–14                |
| 2002                  | Peter Ebdon          | Stephen Hendry       | 18–17                |
| 2003                  | Mark Williams        | Ken Doherty          | 18–16                |
| 2004                  | Ronnie O'Sullivan    | Graeme Dott          | 18–8                 |
| 2005                  | Shaun Murphy         | Matthew Stevens      | 18–16                |
| 2006                  | Graeme Dott          | Peter Ebdon          | 18–14                |
| 2007                  | John Higgins         | Mark Selby           | 18–13                |
| 2008                  | Ronnie O'Sullivan    | Ali Carter           | 18–8                 |
| 2009                  | John Higgins         | Shaun Murphy         | 18–9                 |
| 2010                  | Neil Robertson       | Graeme Dott          | 18-13                |
| 2011                  | John Higgins         | Judd Trump           | 18-15                |
| 2012                  | Ronnie O'Sullivan    | Ali Carter           | 18-11                |
| 2013                  | Ronnie O'Sullivan    | Barry Hawkins        | 18-12                |
| 2014                  | Mark Selby           | Ronnie O'Sullivan    | 18-14                |
| 2015                  | Stuart Bingham       | Shaun Murphy         | 18-15                |
| 2016                  | Mark Selby           | Ding Junhui          | 18-14                |
| 2017                  | Mark Selby           | John Higgins         | 18-15                |
| 2018                  | Mark Williams        | John Higgins         | 18-16                |
| 2019                  | Judd Trump           | John Higgins         | 18-9                 |
| 2020                  | Ronnie O'Sullivan    | Kyren Wilson         | 18-8                 |
| 2021                  | Mark Selby           | Shaun Murphy         | 18-15                |
| 2022                  | Ronnie O'Sullivan    | Judd Trump           | 18-13                |
| 2023                  | Luca Brecel          | Mark Selby           | 18-15                |
| 2024                  | Kyren Wilson         | Jak Jones            | 18-14                |
| 2025                  | Zhao Xintong         | Mark Williams        | 18-12                |

- World Matchplay

| Anno | Campione    | Vicecampione     | Punt. finale |
| ---- | ----------- | ---------------- | ------------ |
| 1952 | Fred Davis  | Walter Donaldson | 38–35        |
| 1953 | Fred Davis  | Walter Donaldson | 37–34        |
| 1954 | Fred Davis  | Walter Donaldson | 39–21        |
| 1955 | Fred Davis  | John Pulman      | 37–34        |
| 1956 | Fred Davis  | John Pulman      | 38–35        |
| 1957 | John Pulman | Jackie Rea       | 39–34        |

### Campioni dell'era moderna
"L'era moderna" per convenzione si considera iniziata dall'edizione del 1969, quando la formula del torneo ha preso la forma della competizione a eliminazione diretta.
| Nome              | Nazionalità      | Vittorie | Secondi posti | Semifinali | 147                  | Partecipazioni |
| ----------------- | ---------------- | -------- | ------------- | ---------- | -------------------- | -------------- |
| Stephen Hendry    | Scozia           | 7        | 2             | 12         | 3 (1995, 2009, 2012) | 27             |
| Ronnie O'Sullivan | Inghilterra      | 7        | 1             | 11         | 3 (1997, 2003, 2008) | 28             |
| Steve Davis       | Inghilterra      | 6        | 2             | 11         | 0                    | 30             |
| Ray Reardon       | Galles           | 6        | 1             | 10         | 0                    | 19             |
| John Higgins      | Scozia           | 4        | 4             | 10         | 1 (2020)             | 26             |
| Mark Selby        | Inghilterra      | 4        | 2             | 6          | 1 (2023)             | 16             |
| Mark Williams     | Galles           | 3        | 1             | 6          | 1 (2005)             | 22             |
| John Spencer      | Inghilterra      | 3        | 1             | 6          | 0                    | 18             |
| Alex Higgins      | Irlanda del Nord | 2        | 2             | 7          | 0                    | 19             |
| Cliff Thorburn    | Canada           | 1        | 2             | 6          | 1 (1983)             | 19             |
| Peter Ebdon       | Inghilterra      | 1        | 2             | 4          | 0                    | 24             |
| Shaun Murphy      | Inghilterra      | 1        | 3             | 4          | 0                    | 18             |
| Ken Doherty       | Irlanda          | 1        | 2             | 3          | 0                    | 19             |
| Graeme Dott       | Scozia           | 1        | 2             | 3          | 0                    | 20             |
| Dennis Taylor     | Irlanda del Nord | 1        | 1             | 5          | 0                    | 21             |
| Judd Trump        | Inghilterra      | 1        | 1             | 4          | 0                    |                |
| Kyren Wilson      | Inghilterra      | 1        | 1             | 4          | 0                    | 11             |
| Terry Griffiths   | Galles           | 1        | 1             | 3          | 0                    | 19             |
| John Parrott      | Inghilterra      | 1        | 1             | 3          | 0                    | 23             |
| Joe Johnson       | Inghilterra      | 1        | 1             | 2          | 0                    | 8              |
| Neil Robertson    | Australia        | 1        | 0             | 3          | 1 (2022)             | 16             |
| Stuart Bingham    | Inghilterra      | 1        | 0             | 1          | 0                    | 14             |
| Luca Brecel       | Belgio           | 1        | 0             | 1          |                      | 8              |
| Zhao Xintong      | Cina             | 1        | 0             | 1          |                      | 3              |
| Jimmy White       | Inghilterra      | 0        | 6             | 10         | 1 (1992)             | 25             |
| Eddie Charlton    | Australia        | 0        | 2             | 8          | 0                    | 21             |
| Matthew Stevens   | Galles           | 0        | 2             | 6          | 0                    | 17             |
| Ali Carter        | Inghilterra      | 0        | 2             | 3          | 1 (2008)             | 17             |
| Barry Hawkins     | Inghilterra      | 0        | 1             | 5          | 0                    | 15             |
| Ding Junhui       | Cina             | 0        | 1             | 3          | 0                    | 14             |
| Nigel Bond        | Inghilterra      | 0        | 1             | 2          | 0                    | 15             |
| Perrie Mans       | Sudafrica        | 0        | 1             | 2          | 0                    | 13             |
| Gary Owen         | Galles           | 0        | 1             | 2          | 0                    | 7              |
| John Pulman       | Inghilterra      | 0        | 1             | 2          | 0                    | 11             |
| Graham Miles      | Inghilterra      | 0        | 1             | 1          | 0                    | 12             |
| Doug Mountjoy     | Galles           | 0        | 1             | 1          | 0                    | 17             |
| Warren Simpson    | Australia        | 0        | 1             | 1          | 0                    | 4              |
| Jak Jones         | Galles           | 0        | 1             | 1          | 0                    | 2              |

- I giocatori ancora in attività sono elencati in grassetto.
- Sono elencati solo i giocatori che hanno raggiunto la finale del torneo.

### Campioni per nazione
| Nazione          | Giocatori | Totale | Primo titolo | Ultimo titolo |
| ---------------- | --------- | ------ | ------------ | ------------- |
| Inghilterra      | 14        | 58     | 1927         | 2024          |
| Scozia           | 4         | 14     | 1947         | 2011          |
| Galles           | 3         | 10     | 1970         | 2018          |
| Irlanda del Nord | 2         | 3      | 1972         | 1985          |
| Australia        | 2         | 2      | 1952         | 2010          |
| Canada           | 1         | 1      | 1980         | 1980          |
| Irlanda          | 1         | 1      | 1997         | 1997          |
| Belgio           | 1         | 1      | 2023         | 2023          |
| Cina             | 1         | 1      | 2025         | 2025          |

## Record e primati
- Il maggior numero di vittorie è pari a 15, da parte di Joe Davis. In tempi moderni, il record è detenuto da Stephen Hendry e Ronnie O'Sullivan, che hanno vinto 7 volte. Steve Davis ha vinto 6 volte negli anni 1980, così come Ray Reardon negli anni 1970.
- Il primo 147 nel campionato fu ottenuto da Cliff Thorburn nel 1983. Stephen Hendry e Ronnie O'Sullivan sono gli unici giocatori ad averlo ottenuto tre volte. O'Sullivan (contro Marco Fu nel 2003) e Neil Robertson (contro Jack Lisowski nel 2022) sono gli unici ad aver perso una sfida dopo aver realizzato un 147. Il secondo 147 di O'Sullivan ottenuto nel 1997, realizzato in 5 minuti e 20 secondi, ne fa il 147 più veloce mai ottenuto in tornei professionistici. Jimmy White (1992), Mark Williams (2005) e Ali Carter (2008) sono gli altri giocatori ad aver ottenuto un 147 ai campionati mondiali.
- Il 14 marzo 2006 Robert Milkins fu il primo giocatore a ottenere 147 durante le fasi di qualificazione al torneo (realizzando anche il secondo nel 2012).
- Fergal O'Brien è l'unico giocatore ad aver ottenuto un century nel suo primo frame al Crucible, nel 1994.
- Con un tempo totale di 14 ore e 50 minuti la finale del 1985 tra Dennis Taylor e Steve Davis (18-17) è stata la più lunga mai registrata per un incontro al meglio dei 35 frames.[2]
- Il record per il frame più lungo al Crucible è di 85 minuti e 22 secondi, disputato tra Mark Selby e Yan Bingtao nel 22° frame degli ottavi di finale del  2022.[3]
- Stephen Hendry fu il più giovane campione mondiale quando vinse a 21 anni nel 1990.
- Gli australiani Horace Lindrum, che vinse nel 1952 e Neil Robertson nel 2010, il canadese Cliff Thorburn, che vinse nel 1980 e l'irlandese Ken Doherty, che vinse nel 1997, sono gli unici campioni non britannici.
- Le vittorie a sorpresa al Crucible comprendono Joe Johnson e Shaun Murphy, che vinsero rispettivamente nel 1986 e nel 2005 quando erano dati 150:1, e Terry Griffiths, la cui vittoria nel 1979 fu ottenuta nel suo secondo torneo da professionista.
- Jimmy White ha disputato sei finali, senza mai vincere. Nel 1994 perse 18-17 contro Stephen Hendry, il giorno del suo 32º compleanno.
- Ken Doherty è l'unico giocatore ad aver vinto il torneo nelle categorie junior, dilettanti e professionisti.
- Il giocatore ad aver disputato più finali dal 1969 è Stephen Hendry con 9.
- Il punteggio più alto in un frame fu ottenuto nel 2000, nelle qualificazioni disputate a Newport, in Galles. Kristjan Helgason ottenne quattro snooker contro Rod Lawler, pareggiando 85-85, e rendendo necessario il riposizionamento della bilia nera. Il punteggio risultante, 92-85 per Helgason, porta il totale a 177 punti.
- La cosiddetta maledizione del Crucible ha fatto sì che dal 1977, quando il torneo si è spostato lì, nessun vincitore per la prima volta abbia rivinto il titolo l'anno successivo. John Spencer, Terry Griffiths, Steve Davis, Dennis Taylor, Stuart Bingham e Graeme Dott hanno tutti perso al primo turno, mentre gli altri campioni hanno perso in turni successivi. Gli unici giocatori a difendere con successo il loro primo titolo sono stati Joe Davis (nel 1928), Fred Davis (nel 1948) e John Pulman (nel 1964, in formato challenge).
- John Parrott e Shaun Murphy sono gli unici giocatori ad aver rifilato un cappotto nel campionato, rispettivamente su Eddie Charlton nel 1992, e su Luo Honghao nel 2019.
- Il record di century (7) in un match del Crucible è di Ding Junhui, realizzato nella semifinale del 2016 contro Alan McManus; della stessa partita anche il record di century totali (10).
- Il giocatore più giovane ad aver disputato un match è l'ucraino Iulian Boiko (14 anni e 10 mesi), il 22 luglio 2020 contro Thor Chuan Leong.
- Il giocatore più giovane ad aver vinto un match è il belga Ben Mertens (15 anni, 9 mesi e 9 giorni), il 22 luglio 2020 contro James Cahill.